# روسوشی (سرزمین آلتای)
روسوشی (به لاتین: Rossoshi) یک منطقهٔ مسکونی در روسیه است که در سرزمین آلتای واقع شده‌است.